# Phlegetonia porphyriota
Phlegetonia porphyriota là một loài bướm đêm trong họ Noctuidae.